# Bergerové z Bergu
Bergrové z Bergu (též Pergerové z Pergu) byli lužický šlechtický rod, jehož členové se koncem 16. století vyskytovali na Moravě. Jan Berger z Bergu od roku 1583 držel hrad Bouzov, na kterém žil roku 1617 i jeho syn Mikuláš. 
Přes podobnost jmen s chorvatskými šlechtici Pergary z Perku s nimi neměli nic společného.

## Osobnosti rodu
- Johana Františka z Pergu, provdaná Magnisová byla manželka císařského maršála Františka z Magni a brněnská dobrodinka. V roce 1654 založila nadaci pro výchovu a výuku mladých šlechtických dívek. V roce 1679 byl dokončen palác šlechtičen.